# PepsiAmericas
PepsiAmericas war ein US-amerikanisches Holdingunternehmen, ein Getränkekonzern und der zweitgrößter Pepsi-Abfüller weltweit.
Das Unternehmen wurde 1962 als Illinois Central Industries gegründet, firmierte von 1975 bis 1988 als IC Industries, danach bis 2000 als Whitman Corporation und wurde 2010 von Pepsi aufgekauft.

## Geschichte
Nach dem Zweiten Weltkrieg erwuchs aus dem Luftverkehr und dem LKW-Verkehr eine starke Konkurrenz zu den Bahngesellschaften in Nordamerika. Angesichts sinkender Umsätze und Gewinne sowie schlechter Zukunftsaussichten im Bahnverkehr begannen viele Bahnunternehmen sich nach anderen Geschäftsmodellen umzuschauen. Auf Grund der regulatorischen Vorgaben durften die Bahngesellschaften selber nicht in andere Wirtschaftszweige investieren. Die Lösung bildete deshalb die Gründung einer Holdinggesellschaft, an die die Gewinne und freien Finanzmittel der Bahngesellschaft abgeführt wurde und die damit in andere Bereiche investieren konnte. Aus diesem Grunde wurde am 31. August 1962 die Illinois Central Industries Inc. gegründet, die als Holding der Illinois Central Railroad fungierte. Das Unternehmen hatte einen Umsatz von rund 300 Millionen US-Dollar. Neben der Diversifizierung war auch eine Fusion im Bahnbereich und die Entwicklung des Grundvermögens beabsichtigt. Mit der 1972 durchgeführten Fusion der Illinois Central mit der Gulf, Mobile and Ohio Railroad (GM&O) zur Illinois Central Gulf Railroad wurde eines der Ziele erreicht. In der Folge wurde die Bahngesellschaft hinsichtlich Streckennetz und Betriebsergebnis optimiert.
1968 begann auch die Entwicklung des Immobilien-Projektes Illinois Center, auf dem früheren Bahngelände innerhalb von Downtown Chicago.
Als erster großer Schritt hin zur Diversifizierung erfolgte 1968 der Erwerb des Autoteile- und Hydraulikherstellers Abex Corporation. 1970 folgte der Getränkehersteller Pepsi-Cola General Bottlers (Pepsi General), der in Lizenz von PepsiCo, Getränke abfüllte. Das Unternehmen hatte die Konzessionen für Chicago, Cincinnati, Kansas City und Louisville. 1972 wurde die Kfz-Werkstattkette Midas International Corporation gekauft. Im Nachgang dieser Akquisitionen wurde 1975 der Unternehmensnamen in IC Industries geändert.
1978 wurde der Lebensmittelkonzern und Trockenmilchhersteller Pet Inc. mit deren Tochter Hussmann Corporation (Kühlanlagen) gekauft. Die beiden Unternehmen wurde zu gleichrangigen Konzernunternehmen. Zu Pet gehörte auch der Schokoladenhersteller Whitman's. In den folgenden Jahren wurde das Unternehmensportfolio von Pet um weniger profitable Sparten bereinigt. 1981 wurde das Luftfahrt- und Hydraulikunternehmen Pneumo Corporation erworben und mit der Abex Corporation zur Pneumo Abex Corporation vereinigt.
1987 ging der seit 1966 den Konzern leitende und maßgeblich formende William B. Johnson in den Ruhestand. Der Konzernumsatz war auf rund 4 Milliarden Dollar gewachsen. Unter seinem Nachfolger Karl D. Bays beschloss das Unternehmen sich auf den Bereich Verbrauchsgüter und -dienstleistungen zu konzentrieren und nicht in diese Strategie passende Unternehmen zu veräußern. In der Folge wurde 1988 die Pneumo Abex Corporation verkauft und Ende 1988 die Bahngesellschaft Illinois Central Railroad aus dem Konzern herausgelöst und eigenständig. Auch die meisten Beteiligungen im Immobiliensektor wurden veräußert. Diese Veränderungen waren der Anlass dafür, dass zum 1. Dezember 1988 der Konzern seinen Namen in Whitman Corporation, nach der bekannten Schokoladenmarke Whitman’s änderte.
Im Rahmen dieser Neuausrichtung wurde mit RKO Bottling Inc. ein weiterer Getränkeabfüller übernommen und PepsiCo. beteiligte sich mit 20 % an Pepsi-Cola General Bottlers um die Kapazität des Unternehmens zu erhöhen und weitere Marktanteile auszubauen. Außerdem wurden viele weitere Unternehmen im Lebensmittelsektor dazugekauft.
Bays’ Nachfolger Cozad versuchte die Konzernunternehmen weiter zu reduzieren. Der Verkauf von Hussmann scheiterte vorerst, da kein adäquater Preis erzielt wurde. Schließlich wurde zum 1. April 1991 Pet Inc. eigenständig. Gleichzeitig wurde versucht durch eine Entlassungswelle die angehäuften Schulden von 1,9 Milliarden Dollar abzubauen.
Ab 1995 begann Pepsi General nach Polen, Tschechien, Slowakei und Ungarn sowie Russland zu expandieren.
Zum 30. Januar 1998 wurden dann Midas International und Hussmann aus dem Konzern gelöst und Pepsi-Cola General Bottlers verblieb als einziges wichtiges Unternehmen im Konzern.
Im Januar 1999 wurde mit PepsiCo neue Konzessionsverträge abgeschlossen. Pepsi-Cola General Bottlers wurde bzw. blieb Lieferant für Ostmittel- und Osteuropa und für die Bereiche Illinois, Indiana, Missouri und Ohio in den Vereinigten Staaten. Die Konzessionen für Virginia, West Virginia und Russland wurden an PepsiCo abgegeben. Gleichzeitig beendete PepsiCo seine Beteiligung an Pepsi General, beteiligte sich aber mit 40 % an der Whitman Corporation. Zu diesem Zeitpunkt war das Unternehmen der weltweit zweitgrößte Pepsi-Abfüller.
Im November 2000 übernahm die Whitman Corporation PepsiAmericas für 331,7 Millionen Dollar. PepsiAmericas war 1998 durch die Übernahme von Pepsi-Cola Puerto Rico Bottling Company durch das in Minneapolis ansässige Familienunternehmen Pohlad Companies und Fusion mit deren Tochterunternehmen Delta Beverage Group und Dakota Beverage Company entstanden. Das Unternehmen war der drittgrößte Pepsi-Abfüller weltweit. Es belieferte die Märkte in Puerto Rico, Jamaika und Teilen von Arkansas, Iowa, Louisiana, Minnesota, Mississippi, North Dakota, South Dakota, Tennessee und Texas. Außerdem besaß es Lizenzen von Cadbury Schweppes und der Miller-Brauerei. Zusammen hatte das fusionierte Unternehmen einen Marktanteil von 20–21 %. Im Nachgang zur Unternehmensfusion benannte sich die Whitman Corporation im Januar 2001 in PepsiAmericas um.
In der Folge expandierte das Unternehmen in Zentralamerika und in Osteuropa, unter anderem in Rumänien und der Ukraine. Im Frühjahr 2010 erfolgte die Fusion von PepsiAmericas mit der PepsiCo-Tochter Pepsi-Cola Metropolitan Bottling Company.

## Unternehmenssitz
- 1966–1973: 135 East 11th Street in  Chicago (Illinois Central Station)
- 1973–1991: 111 East Wacker Drive in Chicago (One Illinois Center)
- 1991–2000: 3501 Algonquin Road in Rolling Meadows (Illinois) (Crossroads of Commerce III bzw. Pepsi Building)
- 2000–2010: 4000 RBC Plaza, 60 South Sixth Street in Minneapolis (Sitz der früheren PepsiAmericas)

## Unternehmensführung

### Chief Executive Officer und President
- 1962–1966: Wayne A. Johnston (CEO und President)
- 1966–1987: William B. Johnson (President bis 1971)
  - 1971–1977: Stanley E. G. Hillman (President)
  - 1977–1984: Robert F. Schnoes (President)
  - 1985–1986: C. L. Pecchenino (President)
- 1987–November 1989: Karl D. Bays
- 1989–1992: James W. Cozad
- Mai 1992–November 2000: Bruce S. Chelberg
- 30. November 2000–2010: Robert Pohlad

### Chairman of the Board
- 1962–1967: Wayne A. Johnston
- 1967–1987: William B. Johnson
- 1987–November 1989: Karl D. Bays
- 1989–1992: James W. Cozad
- Mai 1992–November 2000: Bruce S. Chelberg
- Januar 2002–2010: Robert Pohlad

## Tochterunternehmen
Zum Konzern gehörten folgende Tochterunternehmen, die gegebenenfalls weitere Tochterunternehmen besaßen:
- Illinois Central Railroad (1962–1988)
- Abex Corporation (1968–1988)
- Pepsi-Cola General Bottlers (1970–2010)
- Midas International Corporation (1972–1998)
- Pet Inc. (1978–1991); Whitman Chocolates, Old El Paso, Progresso
- Hussmann Corporation (1978–1998)
- Pneumo Corporation (1981–1988)